# Liste der Bodendenkmäler in Neuburg an der Donau
Auf dieser Seite sind die Bodendenkmäler in der oberbayerischen Großen Kreisstadt Neuburg an der Donau zusammengestellt. Diese Tabelle ist eine Teilliste der Liste der Bodendenkmäler in Bayern. Grundlage ist die Bayerische Denkmalliste, die auf Basis des Bayerischen Denkmalschutzgesetzes vom 1. Oktober 1973 erstmals erstellt wurde und seither durch das Bayerische Landesamt für Denkmalpflege geführt wird. Die folgenden Angaben ersetzen nicht die rechtsverbindliche Auskunft der Denkmalschutzbehörde.

## Bodendenkmäler der Gemeinde Neuburg an der Donau

### Gemarkung Bergen
| Lage              | Objekt | Akten-Nr.     | Bild |
| ----------------- | --- | ------------- | ---- |
| Bergen (Standort) | Siedlung des Neolithikums.                                                                                   | D-1-7232-0189 |      |
| Bergen (Standort) | Gräber vorgeschichtlicher Zeitstellung.                                                                      | D-1-7232-0190 |      |
| Bergen (Standort) | Verhüttungsplatz vermutlich des Mittelalters.                                                                | D-1-7232-0191 |      |
| Bergen (Standort) | Siedlung (villa rustica) der mittleren römischen Kaiserzeit.                                                 | D-1-7232-0192 |      |
| Bergen (Standort) | Gräber des Frühmittelalters.                                                                                 | D-1-7232-0194 |      |
| Bergen (Standort) | Siedlung des Neolithikums.                                                                                   | D-1-7232-0195 |      |
| Bergen (Standort) | Siedlung vor- und frühgeschichtlicher Zeitstellung.                                                          | D-1-7232-0196 |      |
| Bergen (Standort) | Siedlung des Neolithikums.                                                                                   | D-1-7232-0197 |      |
| Bergen (Standort) | Untertägige Vorgängerbauten des 11./12. Jahrhunderts der Katholischen Pfarr- und Wallfahrtskirche Hl. Kreuz. | D-1-7232-0198 |      |
| Bergen (Standort) | Untertägige Teile der mittelalterlichen und neuzeitlichen Klostermauer.                                      | D-1-7232-0200 |      |
| Bergen (Standort) | Untertägige Vorgängerstrukturen des Mittelalters und der Neuzeit des ehemaligen Klosterbezirkes.             | D-1-7232-0202 |      |
| Bergen (Standort) | Aufgelassener Friedhof der Neuzeit (Mennoniten).                                                             | D-1-7232-0220 |      |

### Gemarkung Bittenbrunn
| Lage                   | Objekt | Akten-Nr.     | Bild |
| ---------------------- | --- | ------------- | ---- |
| Bittenbrunn (Standort) | Grabhügel vorgeschichtlicher Zeitstellung.                                                                                  | D-1-7232-0205 |      |
| Bittenbrunn (Standort) | Grabhügel vorgeschichtlicher Zeitstellung.                                                                                  | D-1-7232-0206 |      |
| Bittenbrunn (Standort) | Grabhügel vorgeschichtlicher Zeitstellung.                                                                                  | D-1-7232-0207 |      |
| Bittenbrunn (Standort) | Villa rustica der römischen Kaiserzeit.                                                                                     | D-1-7232-0208 |      |
| Bittenbrunn (Standort) | Germanische Siedlung der mittleren römischen Kaiserzeit sowie Siedlung vor- und frühgeschichtlicher Zeitstellung.           | D-1-7232-0210 |      |
| Bittenbrunn (Standort) | Gräberfeld des Frühmittelalters.                                                                                            | D-1-7232-0211 |      |
| Bittenbrunn (Standort) | Siedlung (villa rustica) der römischen Kaiserzeit sowie Siedlung und/oder Gräber vor- und frühgeschichtlicher Zeitstellung. | D-1-7232-0214 |      |
| Bittenbrunn (Standort) | Siedlung und viereckiges Grabenwerk vor- und frühgeschichtlicher Zeitstellung.                                              | D-1-7232-0216 |      |
| Bittenbrunn (Standort) | Siedlung vor- und frühgeschichtlicher Zeitstellung.                                                                         | D-1-7232-0217 |      |
| Bittenbrunn (Standort) | Untertägige Vorgängerstrukturen des Mittelalters der Katholischen Pfarrkirche Mariae Himmelfahrt.                           | D-1-7232-0218 |      |
| Bittenbrunn (Standort) | Siedlung vor- und frühgeschichtlicher Zeitstellung.                                                                         | D-1-7232-0232 |      |
| Bittenbrunn (Standort) | Siedlung vor- und frühgeschichtlicher Zeitstellung.                                                                         | D-1-7232-0233 |      |
| Bittenbrunn (Standort) | Siedlung des Mittelalters und der frühen Neuzeit.                                                                           | D-1-7232-0317 |      |
| Bittenbrunn (Standort) | Untertägige mittelalterliche und neuzeitliche Befunde im Bereich der Katholischen Filialkirche St. Leonhard.                | D-1-7233-0515 |      |

### Gemarkung Bruck
| Lage             | Objekt | Akten-Nr.     | Bild |
| ---------------- | --- | ------------- | ---- |
| Bruck (Standort) | Siedlung vor- und frühgeschichtlicher Zeitstellung.                                                                                             | D-1-7233-0007 |      |
| Bruck (Standort) | Siedlung vor- und frühgeschichtlicher Zeitstellung.                                                                                             | D-1-7233-0009 |      |
| Bruck (Standort) | Grabhügel der Bronzezeit und der Hallstattzeit, Burgus und Straße der Römischen Kaiserzeit, Siedlung vor- und frühgeschichtlicher Zeitstellung. | D-1-7233-0180 |      |
| Bruck (Standort) | Grabhügel der Bronzezeit. | D-1-7233-0181 |      |
| Bruck (Standort) | Burgstall des Mittelalters. | D-1-7233-0183 |      |
| Bruck (Standort) | Gräber und/oder Siedlung vor- und frühgeschichtlicher Zeitstellung.                                                                             | D-1-7233-0203 |      |
| Bruck (Standort) | Siedlung und/oder Gräber vor- und frühgeschichtlicher Zeitstellung.                                                                             | D-1-7233-0204 |      |
| Bruck (Standort) | Siedlung und viereckiges Grabenwerk vor- und frühgeschichtlicher Zeitstellung.                                                                  | D-1-7233-0205 |      |
| Bruck (Standort) | Gräber vor- und frühgeschichtlicher Zeitstellung.                                                                                               | D-1-7233-0214 |      |
| Bruck (Standort) | Siedlung vor- und frühgeschichtlicher Zeitstellung.                                                                                             | D-1-7233-0215 |      |
| Bruck (Standort) | Gräber und/oder Siedlung vor- und frühgeschichtlicher Zeitstellung.                                                                             | D-1-7233-0216 |      |
| Bruck (Standort) | Siedlung vor- und frühgeschichtlicher Zeitstellung.                                                                                             | D-1-7233-0218 |      |
| Bruck (Standort) | Siedlung vor- und frühgeschichtlicher Zeitstellung.                                                                                             | D-1-7233-0219 |      |
| Bruck (Standort) | Siedlung vorgeschichtlicher Zeitstellung. | D-1-7233-0220 |      |
| Bruck (Standort) | Siedlung sowie vermutlich Straße vor- und frühgeschichtlicher Zeitstellung.                                                                     | D-1-7233-0221 |      |
| Bruck (Standort) | Siedlung und/oder Gräber vor- und frühgeschichtlicher Zeitstellung.                                                                             | D-1-7233-0222 |      |
| Bruck (Standort) | Siedlung vor- und frühgeschichtlicher Zeitstellung.                                                                                             | D-1-7233-0223 |      |
| Bruck (Standort) | Grabenwerk und Siedlung vor- und frühgeschichtlicher Zeitstellung.                                                                              | D-1-7233-0225 |      |
| Bruck (Standort) | Mittelalterliche und frühneuzeitlich Befunde im Bereich des Jagdschlosses Grünau.                                                               | D-1-7233-0226 |      |
| Bruck (Standort) | Siedlung vor- und frühgeschichtlicher Zeitstellung.                                                                                             | D-1-7233-0287 |      |
| Bruck (Standort) | Straße und Siedlung vor- und frühgeschichtlicher Zeitstellung.                                                                                  | D-1-7233-0288 |      |
| Bruck (Standort) | Siedlung vor- und frühgeschichtlicher Zeitstellung.                                                                                             | D-1-7233-0296 |      |
| Bruck (Standort) | Siedlung des Neolithikums und der Latènezeit.                                                                                                   | D-1-7233-0532 |      |
| Bruck (Standort) | Grabhügel vor- und frühgeschichtlicher Zeitstellung                                                                                             | D-1-7233-0545 |      |

### Gemarkung Feldkirchen
| Lage                   | Objekt | Akten-Nr.     | Bild |
| ---------------------- | --- | ------------- | ---- |
| Feldkirchen (Standort) | Siedlung und vermutlich viereckiges Grabenwerk vor- und frühgeschichtlicher Zeitstellung.                                   | D-1-7232-0203 |      |
| Feldkirchen (Standort) | Untertägige Fundamente des 14. Jahrhunderts der Katholischen Filialkirche St. Stephan.                                      | D-1-7232-0204 |      |
| Feldkirchen (Standort) | Verebnetes Grabenwerk und Wall vor- und frühgeschichtlicher Zeitstellung, daraus vermutlich Funde der römischen Kaiserzeit. | D-1-7233-0167 |      |
| Feldkirchen (Standort) | Brandgräber der späten Hallstattzeit.                                                                                       | D-1-7233-0169 |      |
| Feldkirchen (Standort) | Straßentrasse vor- und frühgeschichtlicher Zeitstellung.                                                                    | D-1-7233-0172 |      |
| Feldkirchen (Standort) | Siedlung und Grabenwerk vor- und frühgeschichtlicher Zeitstellung.                                                          | D-1-7233-0173 |      |
| Feldkirchen (Standort) | Siedlung der Urnenfelderzeit oder der Hallstattzeit sowie Siedlung vor- und frühgeschichtlicher Zeitstellung.               | D-1-7233-0174 |      |
| Feldkirchen (Standort) | Gräben und Siedlung vor- und frühgeschichtlicher Zeitstellung.                                                              | D-1-7233-0175 |      |
| Feldkirchen (Standort) | Grabenwerk vor- und frühgeschichtlicher Zeitstellung.                                                                       | D-1-7233-0176 |      |
| Feldkirchen (Standort) | Grabenwerk vor- und frühgeschichtlicher Zeitstellung.                                                                       | D-1-7233-0177 |      |
| Feldkirchen (Standort) | Siedlung vor- und frühgeschichtlicher Zeitstellung.                                                                         | D-1-7233-0178 |      |
| Feldkirchen (Standort) | Untertägige Vorgängerbauten des 18. Jahrhunderts der Katholischen Kapelle St. Wendelin.                                     | D-1-7233-0282 |      |
| Feldkirchen (Standort) | Straße vor- und frühgeschichtlicher Zeitstellung.                                                                           | D-1-7233-0289 |      |
| Feldkirchen (Standort) | Siedlung und Grabenwerke vor- und frühgeschichtlicher Zeitstellung.                                                         | D-1-7233-0291 |      |
| Feldkirchen (Standort) | Siedlung vor- und frühgeschichtlicher Zeitstellung.                                                                         | D-1-7233-0292 |      |
| Feldkirchen (Standort) | Gräben und vermutlich Grundriß eines Steingebäudes vor- und frühgeschichtlicher Zeitstellung.                               | D-1-7233-0293 |      |

### Gemarkung Heimberg
| Lage                | Objekt                           | Akten-Nr.     | Bild |
| ------------------- | -------------------------------- | ------------- | ---- |
| Heimberg (Standort) | Straße der römischen Kaiserzeit. | D-1-7232-0219 |      |

### Gemarkung Heinrichsheim
| Lage                     | Objekt                                                              | Akten-Nr.     | Bild |
| ------------------------ | ------------------------------------------------------------------- | ------------- | ---- |
| Heinrichsheim (Standort) | Siedlung vor- und frühgeschichtlicher Zeitstellung.                 | D-1-7233-0001 |      |
| Heinrichsheim (Standort) | Körpergräber vor- und frühgeschichtlicher Zeitstellung.             | D-1-7233-0002 |      |
| Heinrichsheim (Standort) | Siedlung vor- und frühgeschichtlicher Zeitstellung.                 | D-1-7233-0229 |      |
| Heinrichsheim (Standort) | Siedlung vor- und frühgeschichtlicher Zeitstellung.                 | D-1-7233-0230 |      |
| Heinrichsheim (Standort) | Siedlung vor- und frühgeschichtlicher Zeitstellung.                 | D-1-7233-0231 |      |
| Heinrichsheim (Standort) | Gräber vor- und frühgeschichtlicher Zeitstellung.                   | D-1-7233-0232 |      |
| Heinrichsheim (Standort) | Siedlung und/oder Gräber vor- und frühgeschichtlicher Zeitstellung. | D-1-7233-0233 |      |

### Gemarkung Hütting
| Lage               | Objekt                                                        | Akten-Nr.     | Bild |
| ------------------ | ------------------------------------------------------------- | ------------- | ---- |
| Hütting (Standort) | Siedlung der Römischen Kaiserzeit und des hohen Mittelalters. | D-1-7232-0315 |      |

### Gemarkung Joshofen
| Lage                | Objekt | Akten-Nr.     | Bild |
| ------------------- | --- | ------------- | ---- |
| Joshofen (Standort) | Befestigung vorgeschichtlicher Zeitstellung. | D-1-7233-0234 |      |
| Joshofen (Standort) | Siedlungen des Neolithikums, der frühen Bronzezeit, der Urnenfelderzeit und der späten Hallstattzeit, Siedlung und Verhüttungsplatz der Latènezeit sowie Siedlung (villa rustica) der mittleren römischen Kaiserzeit. | D-1-7233-0235 |      |
| Joshofen (Standort) | Körpergräber des Frühmittelalters. | D-1-7233-0236 |      |
| Joshofen (Standort) | Siedlung der Linearbandkeramik. | D-1-7233-0237 |      |
| Joshofen (Standort) | Körpergräber des frühen Mittelalters. | D-1-7233-0240 |      |
| Joshofen (Standort) | Viereckiges Grabenwerk und Siedlung vor- und frühgeschichtlicher Zeitstellung. | D-1-7233-0241 |      |
| Joshofen (Standort) | Siedlung der Hallstattzeit und Körpergräber des Frühmittelalters. | D-1-7233-0242 |      |
| Joshofen (Standort) | Mittelalterliche und frühneuzeitliche Befunde im Bereich der Katholischen Pfarrkirche Hl. Kreuz in Joshofen. | D-1-7233-0243 |      |
| Joshofen (Standort) | Siedlung und Grabenwerk vor- und frühgeschichtlicher Zeitstellung. | D-1-7233-0295 |      |

### Gemarkung München
| Lage                                    | Objekt | Akten-Nr.     | Bild |
| --------------------------------------- | --- | ------------- | ---- |
| München Gallmayerstraße 10 b (Standort) | Bürohaus, viergeschossiger, traufseitiger Satteldachbau mit Mezzaningeschoss, Zwerchhaus und Putzgliederung, später Jugendstil, um 1907–08; Rückflügel, viergeschossiger Pultdachbau, gleichzeitig. | D-1-7233-0013 |      |

### Gemarkung Neuburg a.d.Donau
| Lage                         | Objekt | Akten-Nr.     | Bild |
| ---------------------------- | --- | ------------- | ---- |
| Neuburg a.d.Donau (Standort) | Siedlung und Gräben vor- und frühgeschichtlicher Zeitstellung. | D-1-7232-0274 |      |
| Neuburg a.d.Donau (Standort) | Siedlung vor- und frühgeschichtlicher Zeitstellung. | D-1-7232-0275 |      |
| Neuburg a.d.Donau (Standort) | Siedlung vor- und frühgeschichtlicher Zeitstellung. | D-1-7232-0276 |      |
| Neuburg a.d.Donau (Standort) | Mittelalterliche und frühneuzeitliche Befunde im Bereich der Stadterweiterungen von Neuburg bis ins 19. Jh. einschließlich Elisenbrücke und Leopoldineninsel. | D-1-7233-0301 |      |
| Neuburg a.d.Donau (Standort) | Fundamente der Stadtbefestigung der Neuzeit mit Schanzen, Bastionen und vorgelagertem Graben. | D-1-7233-0302 |      |
| Neuburg a.d.Donau (Standort) | Siedlung des Neolithikums. | D-1-7233-0320 |      |
| Neuburg a.d.Donau (Standort) | Siedlung der jüngeren Latènezeit. | D-1-7233-0324 |      |
| Neuburg a.d.Donau (Standort) | Untertägige Fundamente neuzeitlicher Schanzen. | D-1-7233-0328 |      |
| Neuburg a.d.Donau (Standort) | Grabhügel vorgeschichtlicher Zeitstellung sowie Siedlung und Gräben vor- und frühgeschichtlicher Zeitstellung. | D-1-7233-0329 |      |
| Neuburg a.d.Donau (Standort) | Steingebäude vermutlich der römischen Kaiserzeit. | D-1-7233-0330 |      |
| Neuburg a.d.Donau (Standort) | Siedlung vor- und frühgeschichtlicher Zeitstellung. | D-1-7233-0331 |      |
| Neuburg a.d.Donau (Standort) | Fragliche Siedlung und Graben vor- und frühgeschichtlicher Zeitstellung. | D-1-7233-0332 |      |
| Neuburg a.d.Donau (Standort) | Siedlung vor- und frühgeschichtlicher Zeitstellung. | D-1-7233-0334 |      |
| Neuburg a.d.Donau (Standort) | Siedlung vorgeschichtlicher Zeitstellung und Gräben vor- und frühgeschichtlicher Zeitstellung. | D-1-7233-0337 |      |
| Neuburg a.d.Donau (Standort) | Freilandstation des Mesolithikums. | D-1-7233-0339 |      |
| Neuburg a.d.Donau (Standort) | Untertägige Fundamente des mittelalterlichen/neuzeitlichen Stadttores Oberes Tor. | D-1-7233-0342 |      |
| Neuburg a.d.Donau (Standort) | Freilandstation des Paläolithikums und Mesolithikums; Siedlung der Bronzezeit, Hallstatt- und Latènezeit, der römischen Kaiserzeit, der Völkerwanderungszeit, des Mittelalters und der frühen Neuzeit; Befestigung vorgeschichtlicher Zeitstellung; Gräber der römischen Kaiserzeit und des Frühmittelalters. | D-1-7233-0373 |      |
| Neuburg a.d.Donau (Standort) | Siedlung vor- und frühgeschichtlicher Zeitstellung. | D-1-7233-0375 |      |
| Neuburg a.d.Donau (Standort) | Siedlung vor- und frühgeschichtlicher Zeitstellung. | D-1-7233-0377 |      |
| Neuburg a.d.Donau (Standort) | Fundamente des ehemaligen Inneren Obertores des 16. Jahrhunderts. | D-1-7233-0381 |      |
| Neuburg a.d.Donau (Standort) | Untertägige Fundamente des Unteren Tores aus dem Spätmittelalter. | D-1-7233-0382 |      |
| Neuburg a.d.Donau (Standort) | Untertägige Vorgängerbauten des Mittelalters und/oder der Neuzeit der Katholischen Stadtpfarrkirche St. Peter. | D-1-7233-0383 |      |
| Neuburg a.d.Donau (Standort) | Mittelalterliche und frühneuzeitliche Befunde im Bereich des ehemaligen frühneuzeitlichen Franziskanerklosters und der Klosterkirche St. Anton (heute St. Augustin) und ihrer Vorgängerbauten samt zugehörigem Friedhof.                                                                                      | D-1-7233-0384 |      |
| Neuburg a.d.Donau (Standort) | Untertägige Fundamente des 17. Jahrhunderts der Kapelle St. Andreas (Krautkapelle). | D-1-7233-0385 |      |
| Neuburg a.d.Donau (Standort) | Siedlung des Mittelneolithikums, der Urnenfelderzeit, der Hallstattzeit, der (frühen) Latènezeit, der mittleren römischen Kaiserzeit (villa rustica), Gräber der späten Bronzezeit, der Urnenfelderzeit, der Hallstattzeit und der Frühlatènezeit, rechteckiges Grabenwerk vermutlich der Hallstattzeit.      | D-1-7233-0425 |      |
| Neuburg a.d.Donau (Standort) | Untertägige Teile und Vorgängerbauten der Katholischen Kirche St. Maria (ehemalige Hofkirche), darunter ein Benediktinerinnenkloster von 1002. | D-1-7233-0514 |      |
| Neuburg a.d.Donau (Standort) | Untertägige frühneuzeitliche Befunde im Bereich der Katholischen Stadtpfarrkirche Hl. Geist. | D-1-7233-0516 |      |
| Neuburg a.d.Donau (Standort) | Untertägige frühneuzeitliche Befunde im Bereich des ehemaligen Klosters der Ursulinen mit ehemalige Klosterkirche St. Ursula. | D-1-7233-0517 |      |
| Neuburg a.d.Donau (Standort) | Untertägige frühneuzeitliche Befunde im Bereich der ehemalige Klosterkirche St. Wolfgang. | D-1-7233-0518 |      |
| Neuburg a.d.Donau (Standort) | Untertägige Teile der spätmittelalterlichen Stadtbefestigung der Altstadt von Neuburg a.d.Donau mit vorgelagerten Terrassen, Bastionen und Zwinger sowie einem Graben mit Wallaufschüttung. | D-1-7233-0520 |      |
| Neuburg a.d.Donau (Standort) | Untertägige mittelalterliche und frühneuzeitliche Befunde und Vorgängerbauten des Residenzschlosses mit Schloßkirche. | D-1-7233-0521 |      |
| Neuburg a.d.Donau (Standort) | Untertägige Befunde der abgegangenen mittelalterlichen Martinskirche. | D-1-7233-0522 |      |
| Neuburg a.d.Donau (Standort) | Untertägige mittelalterliche Befunde im Bereich der ehemalige Stadtburg. | D-1-7233-0523 |      |
| Neuburg a.d.Donau (Standort) | Befestigte Marktsiedlung des 7. Jhs. (agilolfingische Civitas nova) und agilolfingischer Herzogshof und späterer fränkischer Königshof. | D-1-7233-0524 |      |
| Neuburg a.d.Donau (Standort) | Mittelalterliche und frühneuzeitliche Befunde im Bereich der seit dem frühen 15. Jh. vollständig besiedelten und befestigten westlichen Oberstadt von Neuburg a.d. Donau. | D-1-7233-0525 |      |
| Neuburg a.d.Donau (Standort) | Untertägige mittelalterliche und frühneuzeitliche Siedlungsteile im Bereich der unteren Vorstadt um die Luitpoldstraße. | D-1-7233-0526 |      |
| Neuburg a.d.Donau (Standort) | Untertägige mittelalterliche und neuzeitliche Siedlungsteile im Bereich der oberen Vorstadt um den Wolfgang-Wilhelm-Platz. | D-1-7233-0527 |      |
| Neuburg a.d.Donau (Standort) | Untertägige Teile des ehemaligen Jesuitenkollegs, auf älteren Vorgängerbauten des mittelalterlichen Benediktinerinnenklosters errichtet. | D-1-7233-0528 |      |
| Neuburg a.d.Donau (Standort) | Gräberfeld des Frühmittelalters und der Neuzeit, Siedlung der Hallstattzeit sowie vorgeschichtlicher Zeitstellung. | D-1-7233-0533 |      |
| Neuburg a.d.Donau (Standort) | Siedlung des Altneolithikums, des Mittelneolithikums, der Bronzezeit, der Urnenfelderzeit, der Hallstattzeit und des Frühmittelalters sowie des Mittelalters und der Neuzeit. | D-1-7233-0534 |      |
| Neuburg a.d.Donau (Standort) | Gräber des Frühmittelalters. | D-1-7233-0540 |      |
| Neuburg a.d.Donau (Standort) | Siedlung des Neolithikums. | D-1-7233-0541 |      |

### Gemarkung Ried
| Lage            | Objekt                                                                                           | Akten-Nr.     | Bild |
| --------------- | ------------------------------------------------------------------------------------------------ | ------------- | ---- |
| Ried (Standort) | Körpergrab der späten römischen Kaiserzeit.                                                      | D-1-7232-0225 |      |
| Ried (Standort) | Grabenwerk und Siedlung vor- und frühgeschichtlicher Zeitstellung.                               | D-1-7232-0227 |      |
| Ried (Standort) | Siedlung (villa rustica) der römischen Kaiserzeit.                                               | D-1-7232-0228 |      |
| Ried (Standort) | Siedlung vor- und frühgeschichtlicher Zeitstellung.                                              | D-1-7232-0229 |      |
| Ried (Standort) | Straße der römischen Kaiserzeit.                                                                 | D-1-7232-0230 |      |
| Ried (Standort) | Villa rustica der römischen Kaiserzeit.                                                          | D-1-7232-0273 |      |
| Ried (Standort) | Siedlung (villa rustica) der römischen Kaiserzeit.                                               | D-1-7233-0245 |      |
| Ried (Standort) | Körpergräber vor- und frühgeschichtlicher Zeitstellung.                                          | D-1-7233-0247 |      |
| Ried (Standort) | Siedlung der römischen Kaiserzeit.                                                               | D-1-7233-0250 |      |
| Ried (Standort) | Freilandstation des Paläolithikums.                                                              | D-1-7233-0251 |      |
| Ried (Standort) | Freilandstation des Spätpaläolithikums und des Mesolithikums, Siedlung des Neolithikums.         | D-1-7233-0252 |      |
| Ried (Standort) | Siedlung vor- und frühgeschichtlicher Zeitstellung.                                              | D-1-7233-0254 |      |
| Ried (Standort) | Körpergräber des Frühmittelalters.                                                               | D-1-7233-0256 |      |
| Ried (Standort) | Siedlung des Altneolithikums und des Mittelneolithikums.                                         | D-1-7233-0257 |      |
| Ried (Standort) | Untertägige Teile des mittelalterlichen Vorgängerbaus der Katholischen Pfarrkirche St. Georg.    | D-1-7233-0258 |      |
| Ried (Standort) | Untertägige Fundamente des 17. Jahrhunderts des bestehenden Schlosses.                           | D-1-7233-0261 |      |
| Ried (Standort) | Siedlung vermutlich vorgeschichtlicher Zeitstellung, vermutlich Straße der römischen Kaiserzeit. | D-1-7233-0418 |      |

### Gemarkung Untermaxfeld
| Lage                    | Objekt                                                                               | Akten-Nr.     | Bild |
| ----------------------- | ------------------------------------------------------------------------------------ | ------------- | ---- |
| Untermaxfeld (Standort) | Siedlung vor- und frühgeschichtlicher Zeitstellung, wahrscheinlich des Neolithikums. | D-1-7233-0480 |      |

### Gemarkung Zell
| Lage            | Objekt | Akten-Nr.     | Bild |
| --------------- | --- | ------------- | ---- |
| Zell (Standort) | Verebnete vorgeschichtliche Grabhügelgruppe und Siedlung vor- und frühgeschichtlicher Zeitstellung. | D-1-7233-0004 |      |
| Zell (Standort) | Siedlung vor- und frühgeschichtlicher Zeitstellung. | D-1-7233-0006 |      |
| Zell (Standort) | Viereckiges Grabenwerk der römischen Kaiserzeit und Siedlung vor- und frühgeschichtlicher Zeitstellung. | D-1-7233-0012 |      |
| Zell (Standort) | Körpergrab der frühen Latènezeit. | D-1-7233-0264 |      |
| Zell (Standort) | Siedlung des Mesolithikums, des Neolithikums, der Bronzezeit, der Latènezeit und des Mittelalters sowie Siedlung vor- und frühgeschichtlicher Zeitstellung im Luftbild, vermutlich Körpergrab vor- und frühgeschichtlicher Zeitstellung. | D-1-7233-0266 |      |
| Zell (Standort) | Grabhügel vorgeschichtlicher Zeitstellung und Siedlung der römischen Kaiserzeit. | D-1-7233-0269 |      |
| Zell (Standort) | Verebnete spätlatènezeitliche Viereckschanze. | D-1-7233-0270 |      |
| Zell (Standort) | Straße vermutlich der römischen Kaiserzeit. | D-1-7233-0271 |      |
| Zell (Standort) | Grabhügel vorgeschichtlicher Zeitstellung und Villa rustica der römischen Kaiserzeit. | D-1-7233-0272 |      |
| Zell (Standort) | Siedlung und Gräben vor- und frühgeschichtlicher Zeitstellung. | D-1-7233-0274 |      |
| Zell (Standort) | Untertägige Vorgängerbauten des 15. Jahrhunderts der Katholischen Pfarrkirche St. Lucia. | D-1-7233-0283 |      |
| Zell (Standort) | Straße und Siedlung vor- und frühgeschichtlicher Zeitstellung. | D-1-7233-0286 |      |
| Zell (Standort) | Gräben vor- und frühgeschichtlicher Zeitstellung. | D-1-7233-0376 |      |
| Zell (Standort) | Siedlung vor- und frühgeschichtlicher Zeitstellung. | D-1-7233-0378 |      |
| Zell (Standort) | Siedlung vor- und frühgeschichtlicher Zeitstellung. | D-1-7233-0379 |      |
| Zell (Standort) | Siedlung und Gräben vor- und frühgeschichtlicher Zeitstellung. | D-1-7233-0380 |      |
| Zell (Standort) | Siedlung vermutlich der Hallstattzeit, metallzeitliches Körpergrab. | D-1-7233-0419 |      |
| Zell (Standort) | Siedlung des Mesolithikums. | D-1-7333-0004 |      |